# Verbena strigosa
Verbena strigosa — вид трав'янистих рослин родини Вербенові (Verbenaceae), ендемік пд. Бразилії.

## Опис
Це сильноросла пряморосла жорсковолосиста рослина 0.6–0.9 м заввишки. Листки сильно перисторозділені, жорсткі, жили більш помітні на нижній стороні. Квіти дрібні.

## Поширення
Ендемік пд. Бразилії.